# Валерій Чечелашвілі
Вале́рій Чечелашві́лі (груз. ვალერი ჩეჩელაშვილი; 17 березня 1961, Тбілісі) — грузинський дипломат, економіст і політик. Надзвичайний і Повноважний Посол, кандидат економічних наук. Перший посол Грузії в Україні після відновлення незалежності, за сумісництвом — посол у Молдові. В різні роки очолював посольства Грузії в Росії та Швейцарії. Керував Міністерством фінансів Грузії, Організацією Чорноморського економічного співробітництва та Організацією за демократію та економічний розвиток ГУАМ (Грузія—Україна—Азербайджан—Молдова). Автор багатьох статей, виданих у Туреччині, Румунії, Україні та Грузії на тему економічного співробітництва та міжнародних відносин.

## Біографія
Валерій Чечелашвілі народився 17 березня 1961 року в Тбілісі, тоді — столиці Грузинської РСР СРСР. Переїхав у Київ, де впродовж 1978—1983 років вчився у відділенні міжнародних економічних відносин факультету міжнародних відносин і міжнародного права Київського державного університету імені Тараса Шевченка. По завершенню магістратури, 1983 року вступив до аспірантури того ж університету на кафедру світового господарства та міжнародних економічних відносин. Через чотири роки захистив дисертацію кандидата економічних наук на тему «Участь Грузії у міжнародних економічних відносинах СРСР».
Наприкінці 1980-х років працював у Міністерстві легкої промисловості Грузинської РСР. Зокрема, у 1987—1988 роках як спеціаліст відділу міжнародних економічних відносин. Далі — недовгий період на державному підприємстві заступником начальника відділу міжнародних відносин акціонерного товариства «Грузкурорт» (1988—1989 роки).
Надалі кар'єра Чечелашвілі довгі роки була пов'язана з Міністерством закордонних справ Грузії. Спочатку Валерій призначався на різноманітні посади в департаменті міжнародних економічних відносин: від першого секретаря (1989 рік) і до директора цього ж департаменту, яким керував впродовж 1992—1994 років. Вже 1994 року Валерію Чечелашвілі було надано дипломатичний ранг Надзвичайного і Повноважного Посла і призначено послом незалежної Грузії в Україні та Молдові за сумісництвом. Грузинське посольство в Києві вперше отримало посла з 1919 року, коли Віктор Тевзая був повноважним представником уряду Грузинської Демократичної Республіки в Українській Державі. Вірчі грамоти вручив президенту України, Леоніду Кучмі, 17 лютого 1994 року.

Організація Чорноморського економічного співробітництва:
країни-учасниці
країни-спостерігачі

1998 року був переведений у Тбілісі в якості заступника Міністра закордонних справ Грузії. На цій посаді пропрацював до 2000 року і того ж року його було призначено генеральним секретарем Організації Чорноморського економічного співробітництва (ОЧЕС). Ця організація об'єднує усі держави басейну Чорного моря (Болгарія, Грузія, Росія, Румунія, Туреччина й Україна), а також кілька сусідніх держав, для яких Чорне море є важливим регіоном з точки зору економіки (Албанія, Азербайджан, Вірменія, Греція, Молдова та Сербія). Як генеральний секретар, Чечелашвілі брав участь у роботі Ради керуючих дочірнього органу ОЧЕС, Чорноморського банку торгівлі та розвитку.
У серпні 2004 року Чечелашвілі було переведено з посади генерального секретаря ОЧЕС на посаду Надзвичайного і Повноважного Посла Грузії в Російській Федерації. На цій посаді він перебував пів року, до лютого 2005 року, і за цей час, з лютого до червня 2005 року, встиг також стати Міністром фінансів в уряді Зураба Ногаїделі.
З липня 2005 року був призначений тимчасовим повіреним Грузії у Швейцарській Конфедерації замінивши відомого ще радянського дипломата Олександра Чікваїдзе. Водночас із роботою в посольстві Чечелашвілі став Постійним представником при ООН та в інших міжнародних організаціях у Женеві. У листопаді того ж року Чечелашвілі було переведено на посаду першого заступника Міністра закордонних справ. На цій посаді пропрацював до 2007 року.
25 вересня 2006 року у Нью-Йорку відбулось засідання Ради Міністрів іноземних справ Організації за демократію та економічний розвиток ГУАМ де було вирішено створити її виконавчий орган, Секретаріат, а Генеральний секретар погодив кандидатуру Валерія Чечелашвілі. ГУАМ — регіональне економічно-політичне об'єднання Грузії, України, Азербайджану та Молдови зі штаб-квартирою в Києві. Вже 12 червня 2007 року відбулась перша офіційна зустріч Генерального секретаря ГУАМ — у Києві з Міністром закордонних справ України, Арсенієм Яценюком. На 25-й Раді Міністрів іноземних справ ГУАМ у Братиславі 15 травня 2005 року новий Генеральний секретар затвердив Надзвичайного і Повноважного Посла Азербайджану, Алтая Ефендієва, що замінив Чечелашвілі з 1 січня 2016 року.
2016 року став членом партії «Вільні демократи». Після звільнення Чечелашвілі з ГУАМ він перейшов працювати в недержавні аналітичні центри. Так впродовж 2016—2021 років був старшим науковим співробітником Грузинського фонду стратегічних та міжнародних досліджень, більш відомого як Фонд Ронделі. А з 2021 року Валерій Чечелашвілі очолює відділ геополітичних досліджень Грузинського центру стратегічного аналізу (Georgian Strategic Analysis Center (GSAC)).

## Політичні погляди

### Грузинсько-українські відносини
8 травня 2020 року офіційний Тбілісі відкликав для консультацій Надзвичайного та Повноважного Посла Теймураза Шарашенідзе з України. Це було пов'язане з призначенням колишнього президента Грузії Міхеіла Саакашвілі головою Національної ради реформ. Чечелашвілі розкритикував відсутність посла, пославшись на те, що послів Грузія не має лише в тих країнах, що визнали незалежність самопроголошених підросійських республік «Абхазія» та «Південна Осетія».

#### Російсько-українська війна
У квітні 2021 року, ще до повномасштабного російського вторгнення, Валерій Чечелашвілі припускав, що війна може сягнути таких масштабів, хоча ближче до зими 2021 року скептичніше оцінював такий варіант розвитку ситуації. На його думку «жителя бункера» підштовхували до цього люди з його політичного оточення з метою прибрати його з російської політики. На думку Чечелашвілі Грузія у контексті російсько-української війни має стояти «по праву сторону барикад». Також він вважає, що Грузія не зможе врегулювати власні конфлікти, якщо серед її «стратегічних друзів» не буде НАТО, Європейського Союзу й України. А отже, за словами Чечелашвілі, щоб отримати підтримку цих партнерів у питанні відновлення територіальної цілісності, потрібно, щоб грузинська влада заздалегідь виробила «чітку позицію», бо якщо Росії вдалося б виконати свої політичні плани в Україні наступною була б Грузія.
Підтримка Грузії важлива для українців, тому що ця підтримка сприяє єдності та міцному позиціонуванню України в умовах протистояння агресії.

Можна згадати 1993 рік, коли українські льотчики та моряки рятували грузинських біженців, Ющенка і його міністра закордонних справ, які прибули у 2008 році та стояли на проспекті Руставелі, можна згадати передачу пшениці та зброї в критичний час. Зараз Україна опинилася в такому становищі, що потребує нашої підтримки…

…Україна відстоює свій мир, суверенітет, незалежність. Це оплот незалежності, свободи та демократії. Ми маємо бути по той бік барикад, де весь цивілізований світ. Тут вибір дуже простий, або ми на боці України та підтримуємо її, або ми займаємо незрозумілу, напівсформовану, непереконливу позицію, яка обов'язково вплине на наш авторитет і репутацію.— Валерій Чечелашвілі в коментарі Зурабу Менагарішвілі з грузинського інформаційного порталу Netgazeti, 28 січня 2022 року, 

### Грузинсько-російські відносини
Грузинсько-російські відносини пов'язані одразу з багатьма війнами, починаючи з 1990-х років (грузинсько-абхазький конфлікт, грузино-осетинський конфлікт, громадянська війна в Грузії, пізніше — війна 2008 року). У всіх цих військових протистояннях Російська Федерація виступала або з позиції підтримки однієї зі сторін, або з позиції агресора. Остання війна призвела до розриву дипломатичних відносин між Грузією та Росією та появи так званого «Женевського формату переговорів», що призначений для «розробки комплексних механізмів безпеки та гарантій безпеки для всього регіону». На думку Валерія Чечелашвілі досягти позитивних результатів у двосторонньому форматі між країнами неможливо у зв'язку з тим, що це лише частина конфлікту Росії з цивілізованим світом, а, отже, й врегулювати його можна тільки разом з міжнародною спільнотою. За його словами це можливо лише в разі, якщо Грузія стане повноправним учасником антиросійської коаліції, вестиме послідовну, принципову політику і позбудеться всіх ілюзій щодо Росії.
Чечелашвілі є прихильником антиросійських санкцій. На його думку, якщо Росія вводить санкції проти грузинських компаній, то Грузія має вводити санкції у відповідь. Після оголошення в Росії мобілізації, на тлі російсько-української війни, та масової міграції російських чоловіків у Грузію Чечелашвілі виступив за введення візового режиму з Росією. Окрім того, він також виступає за створення електронних форм, де громадяни Росії мали б підтвердити визнання територіальної цілісності України та Грузії та засудили насильство: «Кому належить Абхазія? Кому Крим? Чи підтримуєте ви агресію Росії в Грузії та Україні?». За словами Чечелашвілі, це, на його думку, допомогло б відповідним службам країни запобігати загрозам.

#### Ставлення до Володимира Путіна

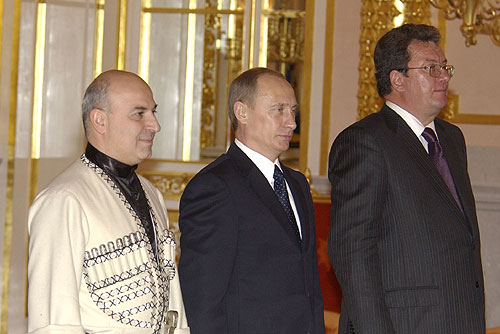
Посол Грузії в Росії Валерій Чечелашвілі, президент Росії Володимир Путін і помічник президента Росії Сергій Приходько. 22 грудня 2004 року

Після масових протестів у Грузії 2019 року, які отримали назву «Ніч Гаврилова» Росія ввела проти Грузії санкції, зокрема зупинила пряме авіасполучення, однак президент Росії Володимир Путін відмовився вводити ембарго на імпорт грузинського вина та мінеральної води, пославшись на «повагу до грузинського народу». На думку Валерія Чечелашвілі:
Головне завдання Путіна — отримати важелі впливу на Грузію, в тому числі економічні. …якщо він сьогодні вживе надзвичайно жорстких заходів щодо Грузії… Ми пройдемо через це і вийдемо сильнішими. …Як тільки їм це знадобиться, ніякі вироки і «повага до грузинського народу», за його словами, його не зупинять… …коли виникне необхідність впроваджувати санкції, виходячи з власних цілей, ніщо не завадить — ні договір, ні членство в міжнародній торговій організації, ні членство в міжнародній організації цивільної авіації.— Валерій Чечелашвілі в коментарі Ніно Чічуа з грузинського інформаційного порталу Netgazeti, 12 липня 2019 року, 
Поряд з відмовою від санкцій російський президент під час одного зі своїх виступів зробив провокаційну заяву стосовно історії Грузії у дусі російської політики в царині історії, що викликали неоднозначні оцінки в грузинському політикумі та жорстку критику. Чечелашвілі прокоментував слова Путіна наступним чином: «Набагато більше неповаги до грузинського народу проявив Володимир Путін, представивши свій історичний опус, заснований на абсолютно хибних пріоритетах. Як цій людині вдалося наговорити стільки брехні за 15 хвилин просто вражає.»

### Регіональне співробітництво
Валерій Чечелашвілі є прихильником ще більших економічних реформ, ніж були у часи президентства Міхеіла Саакашвілі та наступник очільників Грузії, а також виступає за покращення соціальних стандартів.
Чечелашвілі вважає, що коли партія «Грузинська мрія» прийшла до влади, то було виправдано намагатися проводити нову політику з Росією. Однак з того часу стало зрозуміло, що такий підхід не дав результатів. Тож, на його думку, слід переглянути зовнішню політику правлячої партії бо «цей курс щодо Росії є шкідливим, некорисним, і його треба кардинально змінити». Після відмови Європейської ради надати Грузії статусу кандидата на членство в ЄС разом з Україною та Молдовою (замість того Грузія отримала «європейську перспективу») Чечелашвілі заявив, що таке рішення є відповідальністю насамперед грузинської влади. На його думку, це «провал» і Грузія дуже відстала в «асоційованому тріо», хоча й була лідером.
Одним з основних напрямків регіонального співробітництва Грузії, на думку колишнього генерального секретаря, є організація ГУАМ. Це стосується не стільки покращення двосторонніх відносин з іншими країнами-членами, а створення регіонального угрупування. Наприклад, після підписання «Угоди про створення зони вільної торгівлі між державами-учасницями ГУАМ» 2022 року у Нью-Йорку в замін старої угоди 2002 року, що базувалася на документах СНД, на думку Валерія Чечелашвілі підвищилася «транзитна роль» Грузії зокрема в торгівлі між Україною та Азербайджаном. Особливо важливо це, на його думку, в контексті непростої економічної ситуації на фоні російського вторгнення в Україну.

## Нагороди
- Орден «За заслуги» I ст. (19 серпня 2006, Україна) — за вагомий особистий внесок у розвиток міжнародного співробітництва, зміцнення авторитету та позитивного іміджу України у світі, популяризацію її історичних і сучасних надбань;[29]
- Орден «За заслуги» II ст. (29 жовтня 1998, Україна) — за вагомий особистий внесок у розвиток співробітництва між Україною і Грузією;[30]

## Особисті дані
Валерій Чечелашвілі одружений, має трьох дітей. Вільно володіє грузинською, англійською та російською мовами. На робочому рівні знає також українську та турецьку мови. Автор кількох десятків публікацій у галузі регіонального економічного співробітництва та міжнародних відносин.
Впродовж 2002—2012 років Валерій Чечелашвілі був акціонером грузинського «Базисбанку», а пізніше став членом наглядової ради іншого грузинського банку, «MBC».